# اسلام‌آباد علیا (صحنه)
اسلام‌آباد علیا، روستایی از توابع بخش مرکزی شهرستان صحنه در استان کرمانشاه ایران است.

## جمعیت
این روستا در دهستان خدابنده‌لو قرار دارد و براساس سرشماری مرکز آمار ایران در سال ۱۳۸۵، جمعیت آن ۲۴۲ نفر (۶۲ خانوار) بوده‌است.